# Сёко Асахара
Сёко Асаха́ра (яп. 麻原 彰晃 Асахара Сё:ко:), при рождении Тидзу́о Мацумо́то (яп. 松本 智津夫 Мацумото Тидзуо); 2 марта 1955, Яцусиро, префектура Кумамото, Япония — 6 июля 2018, Токио, Япония) — основатель и руководитель японской милленаристской неорелигиозной, базирующейся на буддизме ваджраяны, террористической, тоталитарной, деструктивной секты «Аум синрикё» («Алеф»), устроившей 20 марта 1995 года атаку с использованием газа зарин в токийском метро. В ходе последующего судебного процесса приговорён к смертной казни и повешен.

## Ранняя биография
Тидзуо Мацумото родился 2 марта 1955 года в Яцусиро (префектура Кумамото) в бедной многодетной (имел шесть братьев и сестёр) семье изготовителя татами. С ранних лет страдал глаукомой, будучи полностью слепым на левый глаз и частично на правый.
В 1975 году окончил школу для детей с ослабленным зрением и, не сумев поступить в медицинскую школу, самостоятельно занимался изучением фармакологии, акупунктуры и традиционной китайской медицины. Затем Асахара открыл собственную аптеку в городе Тиба, где продавал китайские лекарства. В 1982 году Асахара был арестован за продажу поддельных медикаментов и отсутствие лицензии на занятие частной медицинской практикой и был вынужден заплатить штраф в размере 200 000 иен, после чего его бизнес обанкротился.

## Религиозная деятельность
Религиозные поиски Асахары начались, когда он работал, чтобы кормить свою семью. Он посвящал своё свободное время изучению различных религиозных учений, начав с китайской астрологии и даосизма. Позднее Асахара начал интересоваться эзотерической йогой и христианством. Примерно в это же время он стал членом необуддийской секты Агон-сю, в которой использовались различные положения буддизма и индуизма, и из учения которой впоследствии многое было позаимствовано Асахарой для разработки доктрины Аум синрикё.
В 1984 году, пережив судебный процесс и период духовного кризиса, Тидзуо Мацумото сменил свои настоящие имя и фамилию на Сёко Асахара и создал религиозную группу «Аум синсен-но-кай», которая затем стала известна как «Аум синрикё». Асахара начал раздавать на улице рекламные листовки занятий по йоге и лекарственных трав. В 1989 году власти Японии наконец удовлетворили заявку Асахары, зарегистрировав Аум синрикё в качестве религиозной организации. После официального признания в организацию начался приток новых адептов. Асахара стал именовать себя «агнцем Божиим», «Христом», «токийским Христом», «Святейшим Папой», «Спасителем страны», «единственным в Японии просветлённым мастером». Асахара заявлял, что пришёл взять на себя грехи всего человечества, что обладает могуществом наделять своих последователей духовной силой, освобождать от грехов и плохих поступков. Он пропагандировал скорейшее наступление Судного дня, который должен был проявиться в Третьей мировой войне с апофеозом в виде «ядерного Армагеддона». Всё это нашло отражение в теологии и стратегии Аум синрикё. Асахара заявлял, что существует всемирный заговор, в котором принимают участие евреи, масоны, голландцы, Британская королевская семья и конкурирующие религии в Японии.
Аум синрикё имела развитую сеть в России, в начале 1990-х годов Асахара и его соратники вели регулярную радиопередачу на Центральном радио, симфонический оркестр «Кирэн» давал концерты в спортивном комплексе «Олимпийский», исполняя произведения Асахары.

## Политическая деятельность
В 1990 году Асахара предпринял попытку создать политическую партию для участия в парламентских выборах, надеясь, в случае победы 25 кандидатов из своего избирательного списка, занять кресло премьер-министра, но потерпел сокрушительное поражение.

## Судебный процесс
После теракта в метрополитене японской столицы Токио, организованного членами Аум синрикё 20 марта 1995 года, Сёко Асахара был арестован в мае 1995 года (провёл в заключении 23 года). Асахаре было предъявлено 13 обвинений, включая организацию убийств и похищений 26 человек. В 2003 году государственный обвинитель потребовал наказание в виде смертной казни.
В 2004 году после восьми лет процесса Токийский окружной суд признал Асахару виновным и приговорил его к смертной казни через повешение. В ходе судебного процесса было потрачено более 3 миллионов долларов США. Судом было заслушано более 170 свидетелей. Сам Асахара с ноября 1999 года отказался от показаний и не признавал себя виновным по большинству пунктов обвинения.
В марте 2006 года апелляция адвокатов Асахары была отклонена Высшим судом Токио. В решении отмечалось, что по результатам экспертизы Асахара был способен предстать перед судом, а его неадекватное поведение в окружном суде являлось симуляцией. Суд отказался признать, что у подсудимого развилась душевная болезнь вследствие заключения. Впоследствии дочь Асахары подала иск против правительства, обвинив власти в том, что её отец не получал достаточной медицинской помощи, несмотря на признаки синдрома Ганзера, вызванного заключением. В июне 2009 года иск был отклонён Токийским окружным судом, это решение было затем поддержано Верховным судом.
15 сентября 2006 года Верховный суд Японии отклонил последнюю апелляцию и окончательно утвердил смертный приговор Асахаре. В июне 2012 года смертная казнь Сёко Асахары была отложена Министерством юстиции в связи с неоконченными судебными процессами других членов Аум синрикё. В последние годы лидер секты страдал деменцией, от него так и не удалось добиться внятных показаний, осуждённый отказывался от встреч с семьёй и адвокатами. В ожидании казни большую часть времени Асахара сидел в своей камере, иногда что-то шёпотом говоря самому себе. Он мог есть и ходить самостоятельно, однако нуждался в помощи при мытье. На слова охранников, сообщавших о посетителях, Асахара не реагировал. В то же время психиатрическая экспертиза показала, что он не страдал психическим заболеванием, препятствующим казни.

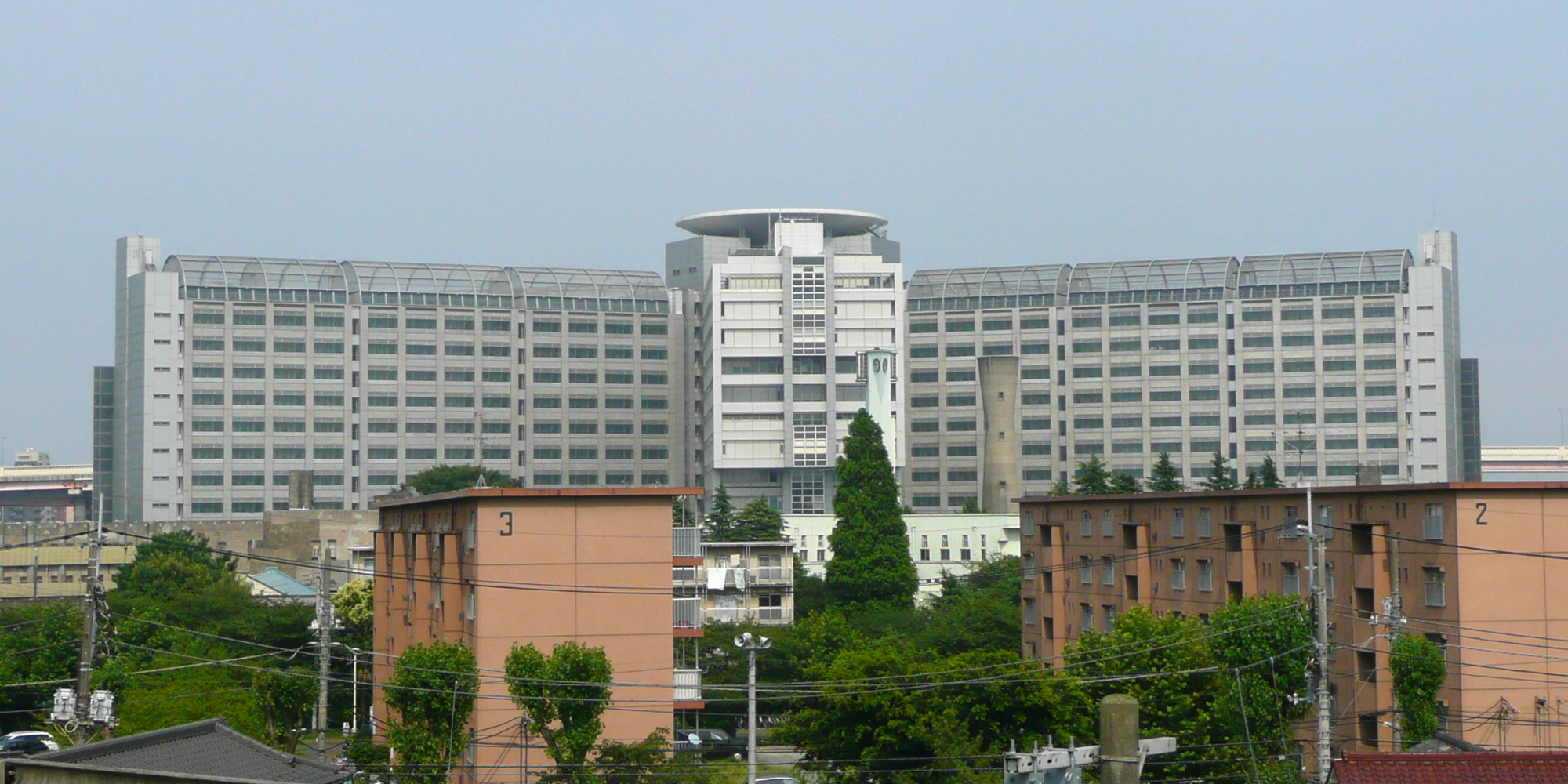
Место казни лидера секты «Аум Синрикё»

## Казнь
6 июля 2018 года Сёко Асахара был казнён в Токийской тюрьме через повешение. Дочь Асахары предложила развеять его прах в Тихом океане. В тот же день в нескольких японских тюрьмах были повешены шестеро других членов секты: Киёхидэ Хаякава в Фукуоке, Ёсихиро Иноуэ и Томомицу Ниими в Осаке, Масами Цутия и Сэйити Эндо в Токио и Томомаса Накагава в Хиросиме.

## В популярной культуре
Сёко Асахара стал прообразом антагониста в романе Алексея Зорина «Поиск Анны».

### Научная
На русском языке
- Агаджанян А. С. Необуддизм // Энциклопедия религий / Под ред. А. П. Забияко, А. Н. Красникова, Е. С. Элбакян. — М.: Академический проект, 2008. — С. 861—862. — 1520 с. — ISBN 978-5-8291-1084-0 ISBN 978-5-98426-067-1.
- Балагушкин Е.Г. Необуддийская организация Аум Синрикё // Проблемы морфологического анализа религий. — М.: Институт философии РАН, 2003. — С. 155—207. — 215 с. — ISBN 5-201-02140-9.
- Егорцев А. Ю. Аум Синрикё // Православная энциклопедия. — М.: Церковно-научный центр «Православная энциклопедия», 2001. — Т. III. — С. 752. — 693-694 с. — 40 000 экз. — ISBN 5-89572-008-0.
- Жаринов К. В. Аум синрикё // Терроризм и террористы: Ист. справочник / под общ. ред. А. Е. Тараса. — Минск: Харвест, 1999. — 606 с. — (Коммандос).
- Олейник Н. Н. Возникновение и опасность терроризма для развития российского федерализма // Научные ведомости Белгородского государственного университета. Серия: Философия. Социология. Право. — Белгород: Белгородский государственный университет, 2009. — Т. 10, № 9. — С. 142—147.
- Пахомов С. В. Буддизм в Японии // Религиоведение: Учебное пособие / Под ред. М. М. Шахнович. — СПб.: Питер, 2007. — С. 181. — 432 с. — («Учебное пособие»). — 3500 (доп.) экз. — ISBN 978-5-469-00861-3.
- Прокопишин Р. А., Герасимов А. В., Кудеярова Н. Ю. Особенности динамики изменений личности у последователей псевдорелигиозных корпораций. — М.: Институт психологии РАН, 15-16 сентября 1999 г.. Архивировано 25 октября 2013 года.
- Религии мира: история, культура, вероучение / Под ред. А. О. Чубарьяна, Г. М. Бонгард-Левина. — М.: Олма медиа групп, 2006. — 398 с. — ISBN 978-5-373-00714-6.
- Тоталитарная секта // Большая энциклопедия: В 62 томах. — М.: Терра, 2006. — Т. 50. — С. 427, 435. — 592 с. — ISBN 5-273-00432-2.
- Хохлов И. И. Аум Синрике (Учение истины АУМ) Религиозная корпорация АУМ Синрике // Национальная и государственная безопасность Российской Федерации. — 2005. Архивировано 6 сентября 2011 года.

На других языках
- Asahara Shoko // Encyclopædia Britannica.
- Atkins, Stephen E. Encyclopedia of Modern Worldwide Extremists and Extremist Groups. — Westport: Greenwood Publishing Group, 2004. — 400 p. — ISBN 978-0-313-32485-7.
- Beckford, James A. A Poisonous Cocktail? Aum Shinrikyo's Path to Violence // Nova Religio. — 1998. — Вып. 2, № 1. — С. 305–306. — doi:10.1525/nr.1998.1.2.305.
- Cronin A. K., Aden H., Frost А., Jones B. Aum Shinrikyo (Aum) // Foreign Terrorist Organizations. — CRS Report for Congress[англ.], 6 February 2004. — P. 17—19. — 108 p.
- Drozdek, Boris; Wilson,  John P. Voices of Trauma: Treating Psychological Trauma Across Cultures. — Springer Science, 2007. — P. 61. — ISBN 978-0-387-69794-9.
- Goldwag, Arthur. Cults, Conspiracies, and Secret Societies: The Straight Scoop on Freemasons, the Illuminati, Skull and Bones, Black Helicopters, the New World Order, and Many, Many More. — Random House, 2009. — P. 15. — ISBN 978-0-307-39067-7.
- Griffith, Lee. The War on Terrorism and the Terror of God. — William B. Eerdmans Publishing Company[англ.], 2004. — P. 164. — ISBN 978-0-8028-2860-6.
- Kaplan David E., Marshall Andrew. The Cult at the End of the World: The Terrifying Story of the Aum Doomsday Cult, from the Subways of Tokyo to the Nuclear Arsenals of Russia. — Random House, 1996. — ISBN 0-517-70543-5.
- Lewis, James R.; Petersen, Jesper Aagaard. Controversial New Religions. — Oxford University Press, 2005. — P. 165. — ISBN 978-0-19-515683-6.
- Lifton R. J. Destroying the World to Save It: Aum Shinrikyo, Apocalyptic Violence, and the New Global Terrorism. — Henry Holt, 1999. — ISBN 0-8050-6511-3.
- Melton, John Gordon. Aleph // Encyclopaedia Britannica.
- Métraux, Daniel Alfred. Aum Shinrikyo and Japanese youth. — University Press of America, 1999. — P. 11. — ISBN 978-0-7618-1417-7.
- Partridge, Christopher Hugh. The Re-Enchantment of the West: Alternative Spiritualities, Sacralization, Popular Culture, and Occulture. — Continuum International Publishing Group, 2006. — P. 300. — ISBN 978-0-567-04133-3.
- Snow, Robert L. Deadly Cults: The Crimes of True Believers. — Greenwood Publishing Group, 2003. — P. 17. — ISBN 978-0-275-98052-8.

### Документальная
- Murakami, Haruki. Underground: The Tokyo Gas Attack and the Japanese Psyche / Translated by Alfred Birnbaum and Philip Gabriel.. — New York: Vintage International, 2001. — 366 p. — ISBN 0-375-72580-6.
- Sopko John, Edelman Alan. Global Proliferation of Weapons of Mass Destruction: A Case Study on the Aum Shinrikyo // USA Senate Government Affairs Permanent Subcommittee on Investigations[англ.]. — Washington: United States Senate, 31 October 1995.
- Виноградов Валерий. «„Аум Синрикё“ сменила имя» // Вести.ру. — 27.02.2004.
- Мингажев Сергей. «Организатора газовой атаки в токийском метро выдали комиксы» // Вести.ру. — 15.06.2012.
- Рогаткин Александр. «Учеников Асахары хватает и в России» // Вести.ру. — 27.02.2004.
- Собиев Дмитрий. «Дело Асахары может затянуться еще на столько же» // Вести.ру. — 27.02.2004.
- «Асахаре грозит повешение» // Вести.ру. — 24.04.2003.
- «Асахаре зачитывают обвинение» // Вести.ру. — 27.02.2004.
- «Главу „Аум Синрикё“ приговорили к смерти» // Вести.ру. — 27.02.2004.
- «Задержан последний из лидеров секты „Аум Синрике“» // Вести.ру. — 15.06.2012.
- «Основателя секты повесят» // Вести.ру. — 16.09.2006.